# Sankt Martin (Pfalz)

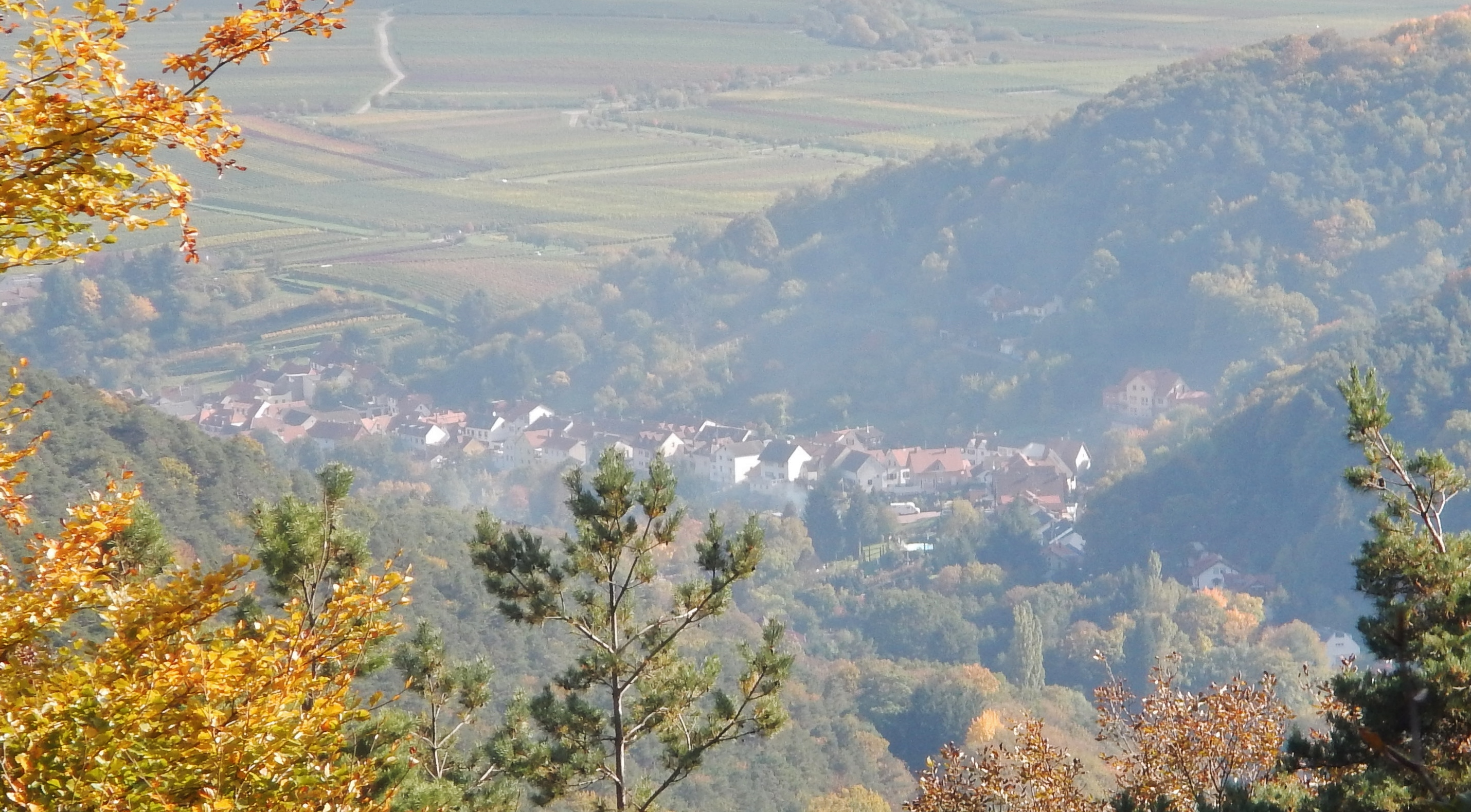
Ortsbild von Sankt Martin

Sankt Martin ist eine Ortsgemeinde im Landkreis Südliche Weinstraße in Rheinland-Pfalz. Sie gehört der Verbandsgemeinde Maikammer an, innerhalb derer sie mit 1700 Einwohnern die kleinste Ortsgemeinde darstellt. Bedeutender Wirtschaftsfaktor der Gemeinde ist der Weinbau.

## Geographie

### Geographische Lage
Sankt Martin befindet sich im Nordnordwesten des Landkreises Südliche Weinstraße. In einer langgestreckten Talfalte, dem sogenannten Sankt Martiner Tal, eingebettet, lehnt sich das Dorf an den Ostabhang der Haardt. In östlicher Richtung breitet sich die Rheinebene aus. Nachbargemeinden sind – im Uhrzeigersinn – Maikammer, Edenkoben, Kirrweiler (Pfalz) (Exklave), Gommersheim (Exklave), Edenkoben (Exklave) und Kirrweiler (Exklave).

### Erhebungen
Im Norden wird Sankt Martin von der höchsten Erhebung des Pfälzerwald, die 673 m hohe Kalmit begrenzt, die sich bereits auf der Gemarkung von Maikammer befindet. Südlich des Ortes erhebt sich der 635,3 m hohe Hochberg, der der viertgrößte Berg des Gebirges ist. Weitere Erhebungen auf Gemarkung der Gemeinde sind die Südflanke des Schafkopf (617 m), die Südflanke des Stotz (603 m), der Hüttenberg (591 m), die Südwestflanke des Breitenbergs (545 m), der Kleyenkopf (459 m) und der Heidelberg (338 m).

### Gewässer
Auf Gemarkung von Sankt Martin entspringt der Kropsbach, der in West-Ost-Richtung fließt und der das zentrale Gewässer der Ortsgemeinde darstellt. Die ersten Kilometer fließt er durch die Waldgemarkung, wo er von links zunächst den  Hüttenbach aufnimmt und danach zum Sandwiesenweiher aufgestaut ist; anschließend verläuft er durch das Siedlungsgebiet der Ortsgemeinde. Ebenfalls auf der Gemarkung der Gemeinde schütten noch im Pfälzerwald der Wetzbrunnen und die Wolselquelle, deren abfließender Bach von links in den Kropsbach mündet. Kurz vor Erreichen des Siedlungsgebiets nimmt der Kropsbach von rechts den Frauenbach auf. Von links nimmt er danach außerdem den Kreuzgraben auf. Im äußersten Westen der Gemarkung entspringt der nach Norden fließende Kleyenbach, der jenseits der Gemeindegrenze über den Argenbach und den Speyerbach entwässert.

## Geschichte
Die Gegend ist seit der Römerzeit besiedelt. Die erste urkundliche Erwähnung des Ortes erfolgte jedoch erst 1149. Man nimmt jedoch an, dass ein Dorf an dieser Stelle bereits seit dem siebten Jahrhundert besteht. Bis Ende des 18. Jahrhunderts gehörte Sankt Martin zum Hochstift Speyer; dort unterstand der Ort dem Oberamt Kirrweiler.
Von 1798 bis 1814, als die Pfalz Teil der Französischen Republik (bis 1804) und anschließend Teil des Napoleonischen Kaiserreichs war, war Sankt Martin in den Kanton Edenkoben im Departement des Niederrheins eingegliedert und besaß eine eigene Mairie. 1815 hatte die Gemeinde insgesamt 1.400 Einwohner. Im selben Jahr wurde der Ort Österreich zugeschlagen. Bereits ein Jahr später wechselte der Ort wie die gesamte Pfalz in das Königreich Bayern. Von 1818 bis 1862 gehörte Sankt Martin dem Landkommissariat Landau an; aus diesem ging anschließend das Bezirksamt Landau hervor.
Ab 1939 war der Ort Bestandteil des Landkreises Landau in der Pfalz. Nach dem Zweiten Weltkrieg wurde Sankt Martin innerhalb der französischen Besatzungszone Teil des damals neu gebildeten Landes Rheinland-Pfalz. Im Zuge der ersten rheinland-pfälzischen Verwaltungsreform wechselte der Ort am 7. Juni 1969 in den neu geschaffenen Landkreis Landau-Bad Bergzabern, der 1978 in Landkreis Südliche Weinstraße umbenannt wurde. 1972 wurde Sankt Martin der ebenfalls neu gebildeten Verbandsgemeinde Maikammer zugeordnet. Durch Auflösung letzterer war Sankt Martin ab Juli 2014 zunächst Bestandteil der Verbandsgemeinde Edenkoben, ehe ein Jahr später das Maikammerer Pendant per Urteil des Verfassungsgerichtshofes wiederhergestellt wurde.

## Bevölkerung

### Einwohnerentwicklung
1928 hatte Sankt Martin 1940 Einwohner, die in 379 Wohngebäuden lebten.

### Religion
In der ersten Hälfte des 20. Jahrhunderts besaßen die Katholiken eine Pfarrei vor Ort, während die Protestanten zu derjenigen von Maikammer gehörten. Am 31. Oktober 2014 waren 66,87 Prozent der Einwohner katholisch und 16,398 Prozent evangelisch. Die übrigen gehörten einer anderen Religion an oder waren konfessionslos.
Der heilige Martin von Tours ist zusätzlich der Patron der römisch-katholischen Kirche St. Martin. Zur Kirche findet jährlich am 12. November eine Wallfahrt statt.
Vor Ort existieren zudem am Osthang des Hochberges eine Lourdesgrotte und ein Kreuzweg zur Sankt Ottilia Kapelle.

## Politik

### Gemeinderat
Der Gemeinderat in Sankt Martin besteht aus 16 Ratsmitgliedern, die bei der Kommunalwahl am 9. Juni 2024 in einer personalisierten Verhältniswahl gewählt wurden, und dem ehrenamtlichen Ortsbürgermeister als Vorsitzendem.
Die Sitzverteilung im Gemeinderat:
| Wahl | SPD | CDU | FWG | Gesamt   |
| ---- | --- | --- | --- | -------- |
| 2024 | 4   | 9   | 3   | 16 Sitze |
| 2019 | 5   | 9   | 2   | 16 Sitze |
| 2014 | 5   | 8   | 3   | 16 Sitze |
| 2009 | 6   | 8   | 2   | 16 Sitze |
| 2004 | 6   | 9   | 1   | 16 Sitze |

- FWG = FreieWählerGruppe Sankt Martin e. V.

### Bürgermeister
Aktueller Ortsbürgermeister ist Timo Glaser (CDU), der seit 2014 amtiert. Bei der Direktwahl am 26. Mai 2019 wurde er mit einem Stimmenanteil von 75,16 % und am 9. Juni 2024 als einziger Bewerber mit 82,0 % jeweils für weitere fünf Jahre in seinem Amt bestätigt. Sein Vorgänger war Manfred Lameli von der SPD. Dem Bürgermeister stehen Michael Rößler als erster Beigeordneter zur Seite, ebenso der Beigeordnete Frank Moll.

### Wappen
Das Ministerium des Innern von Rheinland-Pfalz genehmigte der Gemeinde Sankt Martin, Kreis Landau, gemäß § 5 der Gemeindeordnung, mit Datum Mainz den 30. April 1952, die Führung eines eigenen Wappens.
| Wappen von Sankt Martin | Blasonierung: „In Blau unter goldenem Spitzenschildhaupt ein goldnimbierter, golden gekleideter und gewappneter Heiliger in natürlichen Farben mit goldenem, rot bebandetem Helm auf silbernem, rot gezäumten, schreitenden Ross, seinen roten Reitermantel mit silbernen, goldbeheftetem Schwert teilend, oben in der ersten und dritten Spitze begleitet von je einer silbernen Lilie, in der Schildfußmitte ein silbernes Schildchen, darin ein schwarzes Hufeisen.“ |
| Wappen von Sankt Martin | Es wurde 1952 vom Mainzer Innenministerium genehmigt und geht zurück auf ein Siegel aus dem 18. Jahrhundert, das ein Hufeisen zeigte. Um sich von der Vielzahl der anderen Hufeisengemeinden zu unterscheiden, wurde 1952 der heilige Martin hinzugefügt. |

## Kultur und Sehenswürdigkeiten

### Kulturdenkmäler

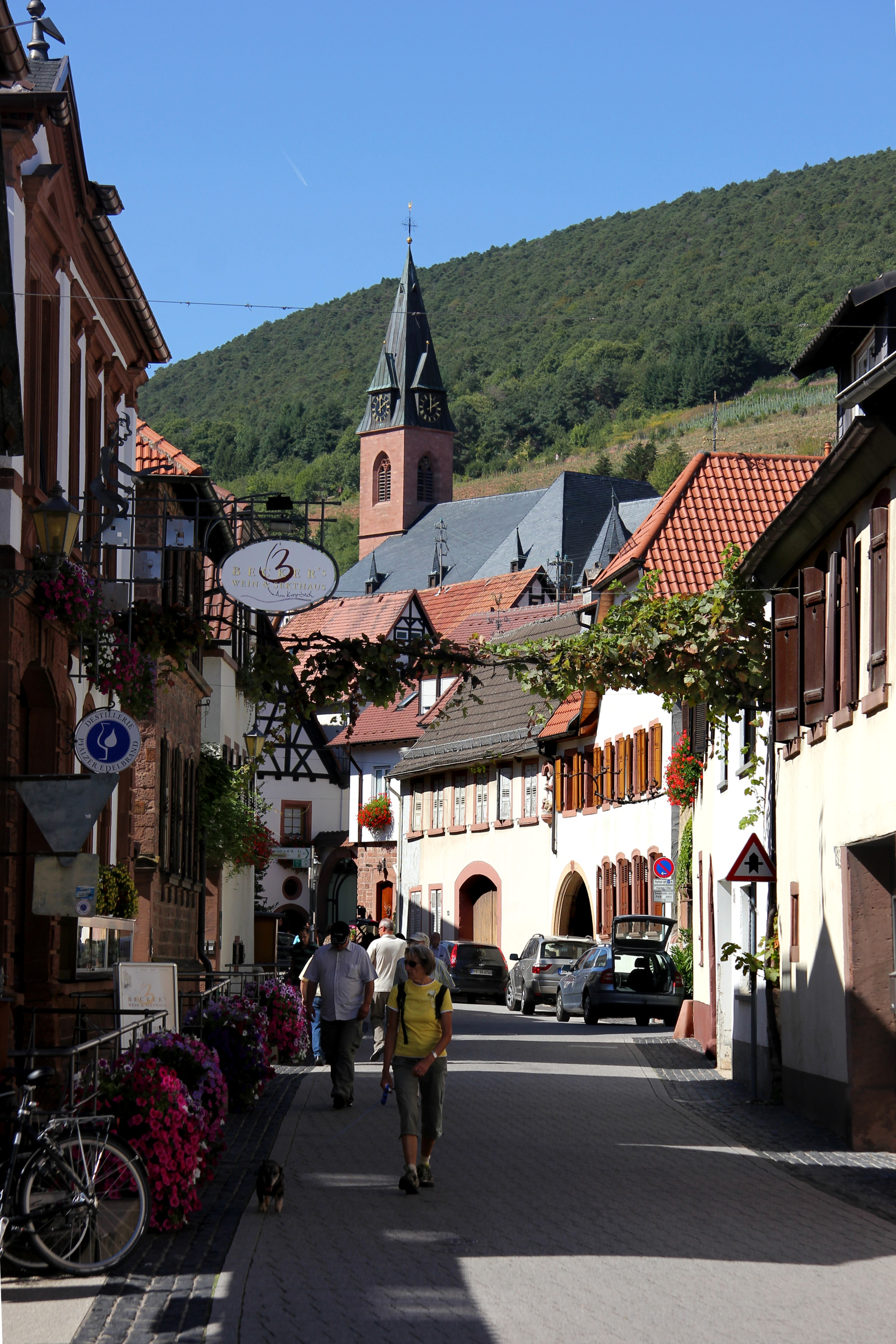
Denkmalzone Ortskern

Der mittelalterliche Ortskern sowie die Kropsburg sind als Denkmalzonen ausgewiesen. Letztere erhebt sich südlich des Ortes auf einem vorgelagerten Hügel des Hochberges und war einst Sitz der obersten Barone des Reiches, der Ritter von Dalberg.
Hinzu kommen mehrere Dutzend Einzelbauwerke, die denkmalgeschützt sind, unter anderen das Alte Schlößchen, die katholische Kirche St. Martin und das örtliche Gasthaus Zur Krone.

### Natur

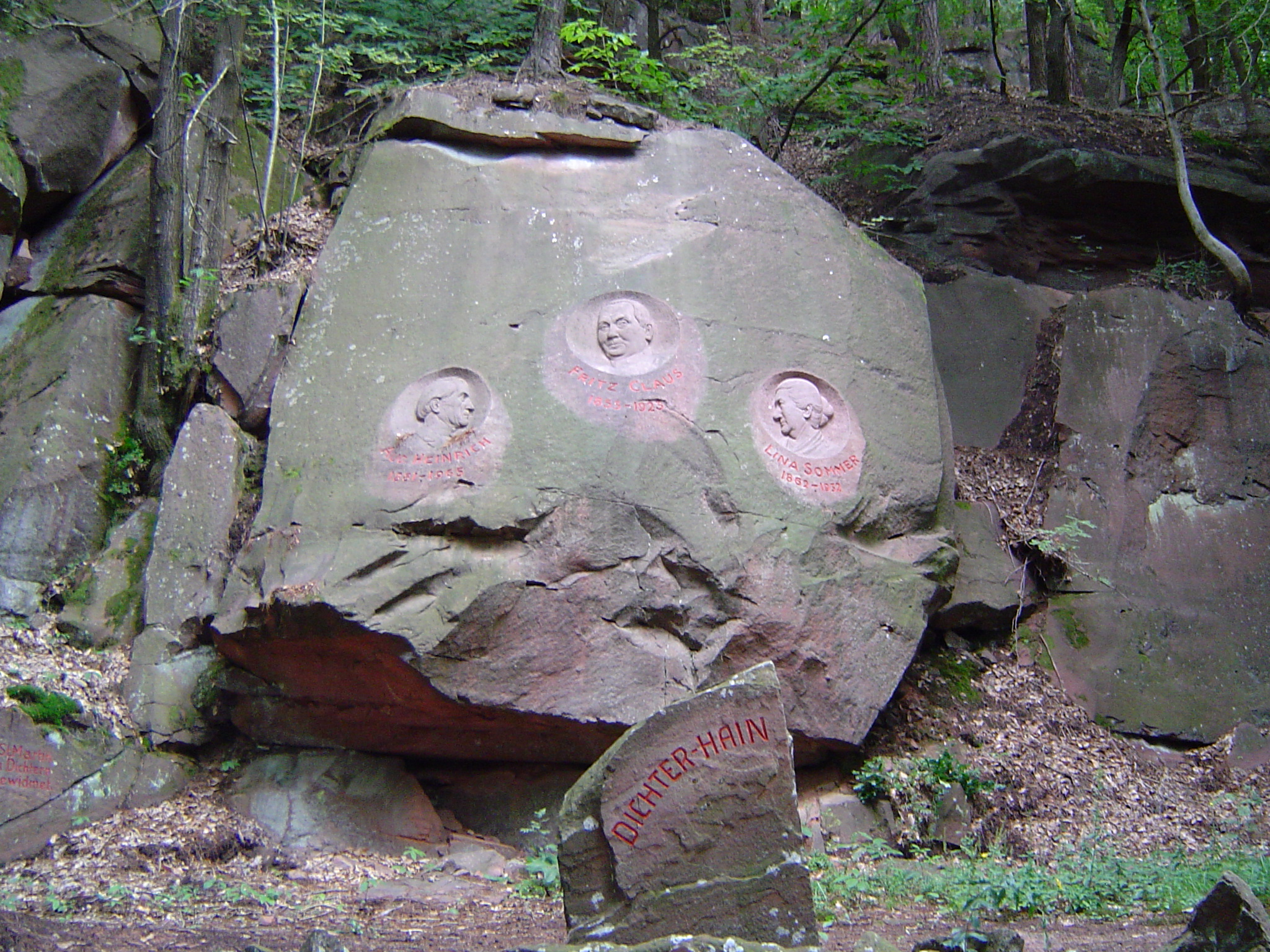
Dichterhain

Auf Gemarkung der Ortsgemeinde befinden sich zudem die Naturschutzgebiete Haardtrand – Am Wingertsberg und Haardtrand – Im Dörnel. Mit dem Felsenmeer auf dem Hüttenberg, das sich teilweise bereits auf Gemarkung von Maikammer befindet, einer Edelkastanie und der Felsformation Dichterhain im sogenannten Schwalbenfelsen existieren vor Ort insgesamt drei Naturdenkmale. Der Dichterhain entstand 1929 durch den örtlichen Verkehrsverein und zeigt Reliefs von Fritz Claus, August Heinrich sowie Lina Sommer.
Vor Ort existiert ein sogenannter Bibelgarten. Am Wetzbrunnen befindet sich außerdem der Ritterstein 243. Aus der Gemeinde stammt darüber hinaus die Martinsfeige.

### Regelmäßige Veranstaltungen
- Der am elften November stattfindende Martinstag, Martini, wird in Sankt Martin als lokaler Feiertag begangen. Verschiedene Bräuche wie Laternenumzug [Lampionumzug] und Martinsspiel der Laienspielgruppe machen den Festtag zu einem Glanzpunkt im Jahreskreis und locken zahlreiche Gäste in den historischen Ortskern von 'Made', wie der Weinort im Pfälzischen Dialekt heißt (abgeleitet von 'Martenheim, Marten').
- Am ersten Wochenende im August – bestimmend dafür ist der erste Sonntag im August – findet alljährlich die traditionelle Weinkerwe, ebenso Kirchweih genannt, von Freitag bis Montag statt. Zahlreiche Ausschankstellen, Kerwebuden, Fahrgeschäfte und örtliche Gastronomie laden in St. Martins Gässchen zum Verweilen und Feiern ein.[12]
- Am sogenannten Kerwefreitag findet sie Kerweeröffnung am frühen Abend und später die Ausgrabung der Kerwe statt.[12]
- Der Kerwemontag beinhaltet die traditionelle Kerwewanderung ins „Maademer Kerwetälchen“; bei letzterem handelt es sich um vier Buchen im Kleyental. Die Kerwebeerdigung, die vom ClubClub St. Martin veranstaltet wird, folgt abends.[12]

## Wirtschaft und Infrastruktur

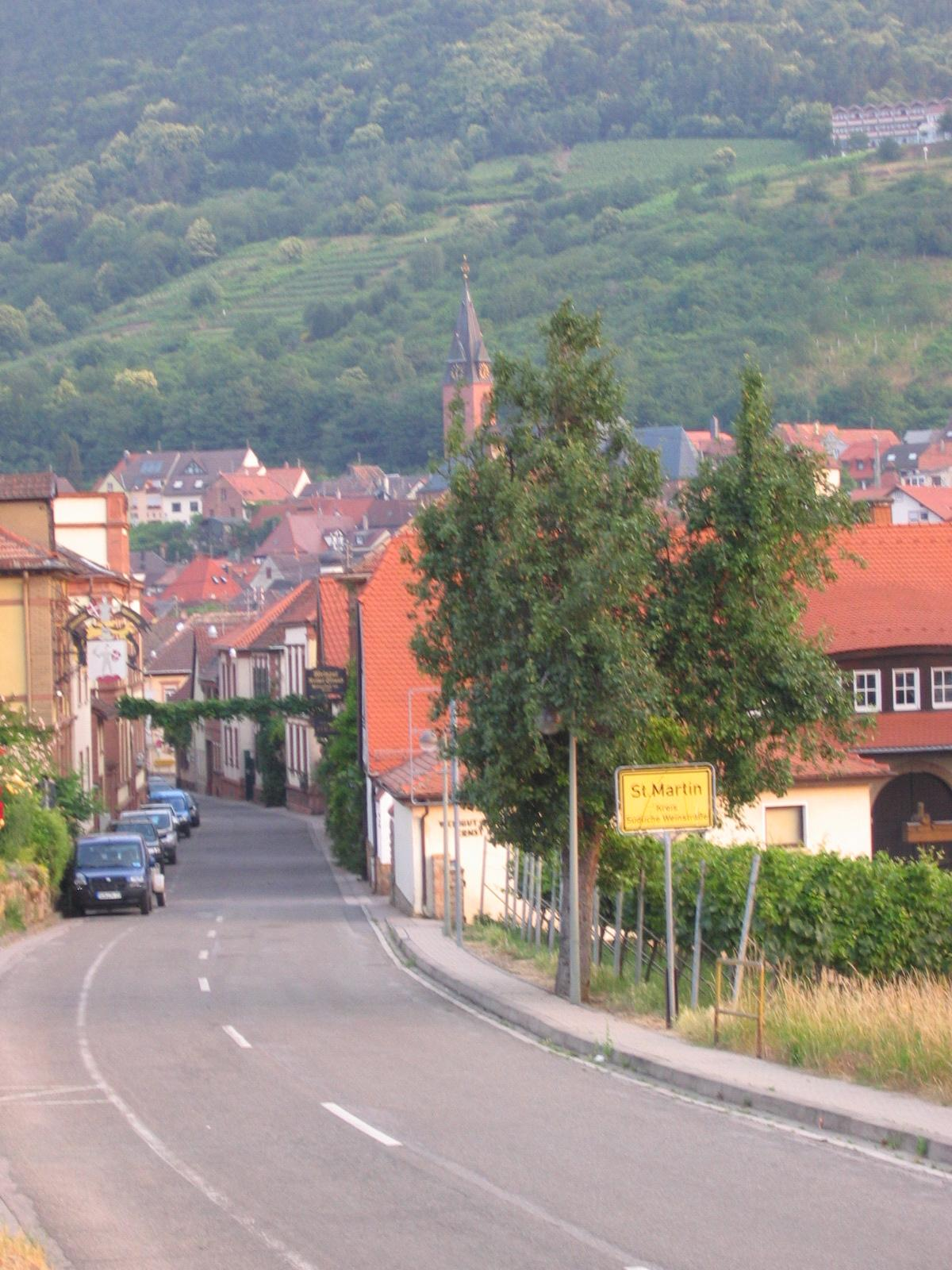
Ortseingang von St. Martin

### Wirtschaft
Sankt Martin lebt überwiegend vom Wein, der auf etwa 200 Hektar in den beiden Einzellagen Baron mit 14 Sub-Lagen und Kirchberg – beide Bestandteil der Großlage Schloß Ludwigshöhe – angebaut wird. Der Ort ist Teil des Weinanbaugebiet Pfalz. Damit verbundenen ist das Tourismusaufkommen ebenfalls ein bedeutender Wirtschaftsfaktor. Der landschaftsprägende Hausberg über dem Ort wurde 2012 querterrassiert und überwiegend neu mit Reben bestockt. Diese von weitem sichtbare Lage wird volkstümlich als „St. Martiner Wingertsberg“ bezeichnet.
Im Zuge der Haingeraide war Sankt Martin an der sogenannten fünften Haingeraiden beteiligt, die in der frühen Neuzeit aufgelöst und die teilweise der Gemeinde unterstellt wurde.

### Verkehr
Die Totenkopfstraße, die westwärts in die Hügel des Pfälzerwaldes führt, nimmt in Sankt Martin ihren östlichen Ausgangspunkt; sie ist identisch mit der Landesstraße 514; letztere verbindet darüber hinaus den Ort mit der Stadt Edenkoben. Von ihr zweigt die Kreisstraße 32, die eine Verknüpfung mit Maikammer herstellt. Die von Edenkoben her kommende Kreisstraße 30 bindet die Kropsburg ans Straßennetz an.
Sankt Martin ist über die Buslinien 500 und 501 des Verkehrsverbundes Rhein-Neckar an das Nahverkehrsnetz angebunden, die beide nach Landau und Neustadt an der Weinstraße führen. Nächstgelegene Bahnstation ist Maikammer-Kirrweiler an der Pfälzischen Maximiliansbahn.

### Tourismus

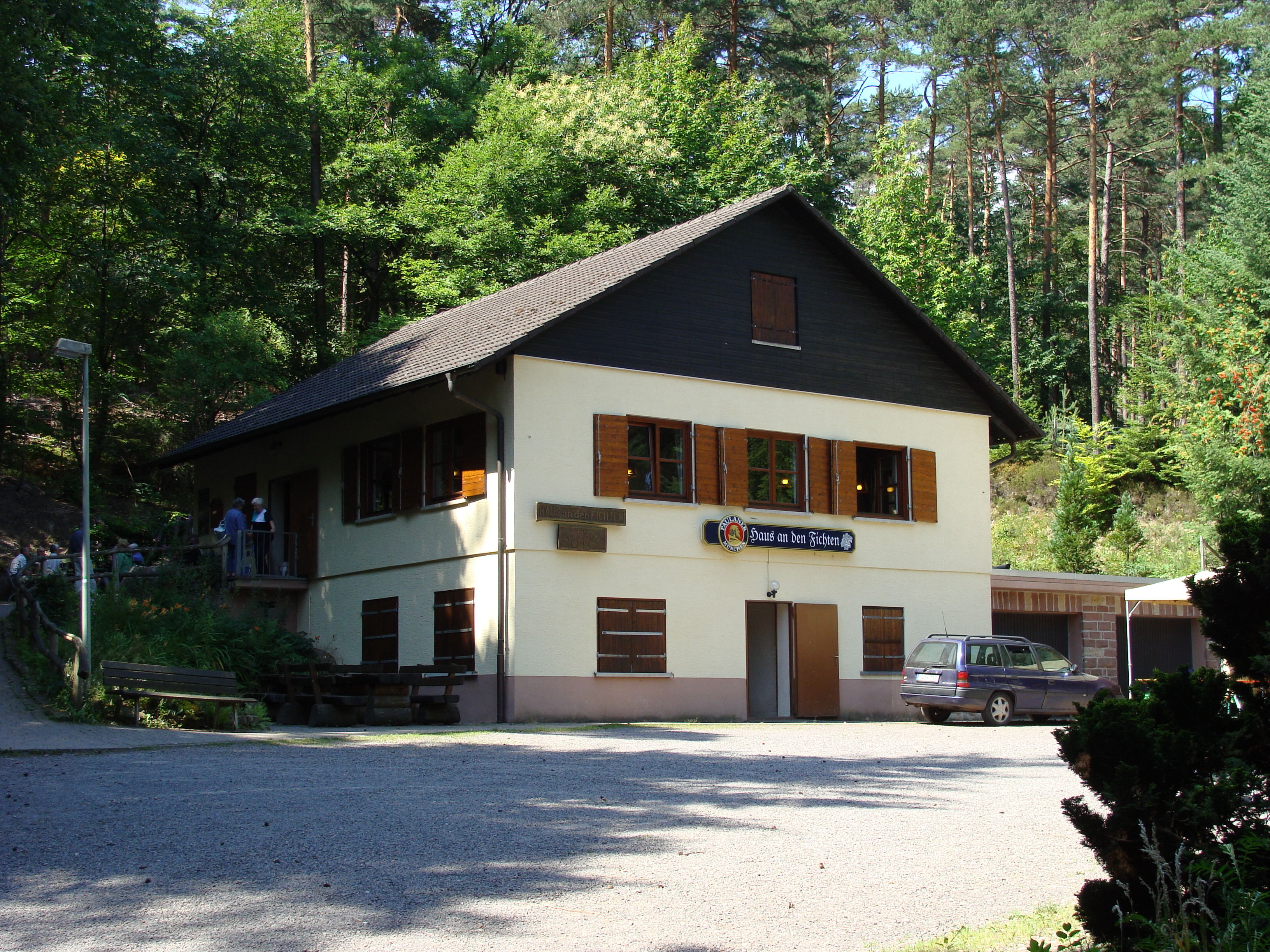
Haus an den Fichten

Mitten im Pfälzerwald befindet sich auf Gemarkung der Ortsgemeinde das vom Pfälzerwald-Verein betriebene Haus an den Fichten. Durch den Ort verlaufen zusätzlich der Radweg Deutsche Weinstraße und der Pfälzer Keschdeweg. Durch die Waldgemarkung führt mit dem Pfälzer Weinsteig ein sogenannter Prädikatswanderweg. Zudem bildet Sankt Martin den südlichen Endpunkt eines Wanderweges, der mit einem grün-weißen Balken markiert ist und am Wasener Kreuz im Stumpfwald beginnt. Darüber hinaus verlaufen durch die Gemeinde ein solcher, der mit einem roten Balken gekennzeichnet ist und der von Bad Dürkheim bis nach Siebeldingen verläuft sowie einer, der mit einem roten Punkt markiert ist und von Hertlingshausen bis nach Bobenthal führt.

## Persönlichkeiten

### Ehrenbürger
- 1959, 29. September: Hermann Josef Wittmer (1893–1965), Pfarrer
- 1999: Cäcilie Ziegler (1921–2007)
- 2020, 5. Januar: Armin Kiefer (1940–2022), Heimatforscher
- 2020, 5. Januar: Karl Hartkorn (* 1939), Gemeinderatsmitglied[15]

### Söhne und Töchter der Gemeinde
- Aloys Weisenburger (1815–1887), katholischer Priester; Prediger, Schriftsteller und Publizist. Wegen der langjährigen Herausgabe seines Hauskalenders wird er auch „Pfälzer Kalendermann“ genannt.
- Franz Ritter von Will (1830–1912), bayerischer Generalmajor, seit 1871 geadelter Ritter des Militär-Max-Joseph-Ordens
- Georg Christmann (1874–1947), Pflanzenbauwissenschaftler
- Nikolaus Moll (1879–1948), katholischer Priester, Prälat und Jugenderzieher
- Karl Rieth (1880–1948), Verwaltungsjurist und Bezirksoberamtmann
- Johannes Rößler (1882–1965), Ehrenbürger von Niederwürzbach, Pfarrer, Gegner des Nationalsozialismus
- Franz Schweizer (1886–1969), Zauberkünstler

### Personen, die vor Ort gewirkt haben
- Jakob Baumann (1862–1922), von 1887 bis 1889 Kaplan vor Ort
- Johann XXII. Kämmerer von Worms († 1531), Herr der Kropsburg und in Sankt Martin, dessen prächtiges Grabmal sich in der hiesigen Martinskirche erhalten hat.
- Joachim Günther (1720–1789), entwarf einen örtlichen, inzwischen nicht mehr existenten Hochaltar.
- August Heinrich (1881–1965), vor Ort existiert ein Denkmal mit seinem Relief.
- Cäcilia Hormuth, Pfälzische Weinkönigin 1948/49
- Adolph Hund von Saulheim (~1595–1668), Domdekan, Erbauer des Alten Schlößchens
- Johann Christoph Hund von Saulheim († 1624), Oberamtmann des Speyerer Fürstbischofs zu Marientraut; ließ sich als Adelssitz das Alte Schlösschen in St. Martin erbauen.
- Jakob von Landshut (um 1450–1509), entwarf die örtliche katholische Kirche.
- Martin Walzer (1883–1958), Priester, zeitweise Kaplan vor Ort
- Gabriele Weingartner (* 1948), Journalistin und Autorin, lebte bis November 2008 vor Ort.